# Marco Untergrabner
Marco Untergrabner (* 2. November 2001) ist ein österreichischer Fußballspieler.

## Karriere
Untergrabner begann seine Karriere beim SC Parschlug. Zur Saison 2009/10 wechselte er zum SC Bruck/Mur. Im März 2011 wechselte er in die Jugend des Grazer AK. Zur Saison 2015/16 kam er in die Akademie des FC Admira Wacker Mödling, in der er bis 2020 sämtliche Altersstufen durchlief.
Zur Saison 2020/21 wechselte er zum viertklassigen USV Scheiblingkirchen-Warth. Für Scheiblingkirchen kam der Defensivspieler in zwei Jahren zu 37 Einsätzen in der Landesliga, in denen er 16 Tore erzielte. 2022 stieg er mit dem Klub in die Regionalliga Ost auf. Nach dem Aufstieg wechselte er zur Saison 2022/23 allerdings in die Regionalliga Mitte zum DSV Leoben. Für Leoben spielte er 2022/23 27 Mal in der Regionalliga und machte 13 Tore, mit den Steirern stieg er zu Saisonende in die 2. Liga auf.
Sein Debüt in der 2. Liga gab er dann im Juli 2023, als er am ersten Spieltag der Saison 2023/24 gegen den SV Horn in der 70. Minute für Nico Pichler eingewechselt wurde. Für Leoben kam er zu 26 Zweitligaeinsätzen bis zum Ende der Saison. Den Steirern wurde aber bereits nach einer Spielzeit die Zweitliga-Zulassung entzogen, woraufhin der DSV wieder in die Regionalliga abstieg. Untergrabner blieb Leoben dennoch erhalten und kam bis zur Winterpause der Saison 2024/25 zu 14 Einsätzen in der Regionalliga.
Im Jänner 2025 verließ er den finanziell schwer angeschlagenen Klub, der kurz darauf Konkurs anmelden musste, und wechselte zum Zweitligisten SV Ried, bei dem er einen bis Juni 2025 laufenden Vertrag erhielt. Mit Ried stieg er zu Saisonende in die Bundesliga auf, zum Einsatz kam Untergrabner aber ausschließlich für die Amateure der Rieder.
Nach dem Aufstieg wechselte er zur Saison 2025/26 zum Zweitligisten Floridsdorfer AC, bei dem er einen bis 2026 laufenden Vertrag erhielt.

## Persönliches
Sein älterer Bruder Fabio (* 1997) ist ebenfalls Fußballspieler, brachte es jedoch nie über die Oberliga hinaus.
Sein Großvater Franz (* 1948) war ebenfalls Fußballspieler.